# Pseudorca crassidens
Pseudorca crassidens (Псевдокосатка) — вид морських ссавців родини дельфінових. Єдиний сучасний представник роду Pseudorca.

## Поширення
Зустрічаються в тропічних і помірних зонах, як правило, у відносно глибокій воді всіх трьох основних океанів. Вони зазвичай не знаходиться на широтах вище 50° в обох півкулях. Тим не менш, деякі тварини можуть рухатися в мілких водах і вище вказаної широти, в окремих випадках. Вони зустрічаються в багатьох напівзакритих морях і затоках (наприклад, Японське море, Жовте море, Червоне море, Перська затока), але вони лише зрідка зустрічаються в Середземному морі.

## Морфологія

### Морфометрія
Голова і тіло довжиною до 610 см у самців і 490 см у самиць, спинний плавник прибилизно 40 см заввишки, вага – від 900 до 1840 кг. Має від 8 до 11 зубів на кожній стороні їх щелепи.

## Опис
Забарвлення чорне, іноді темно-сіре з сірим горлом і шиєю. З боку живота йде біла смуга. Тіло сигароподібне, обтічне, трохи приплюснуте зверху. Голова частково конічної форми, дзьоба немає. Спинний плавець серпоподібний, короткий, бічні плавники – плоскі, на кінцях загострені. Зуби не гострі, проте дуже міцні. Цими зубами можна розплющити панцир черепахи або з'їсти рибу місяць, які не входять в раціон псевдокосатки.

## Поведінка
Їдять в основному рибу і головоногих молюсків. Живуть в групах від 10 до 50 тварин, іноді бувають групи понад 100 осіб. Своїми групами вони можуть винищити косяк риб за лічені секунди.